# Путилово (Оренбургская область)
Путилово — упразднённая деревня в Бузулукском районе Оренбургской области. На момент упразднения входила в состав сельского поселения Преображенский сельсовет. Исключена из учётных данных в 2000 году.

## География
Располагалась на левом берегу реки Кондузла выше впадения в неё реки Пьянка, на расстоянии, примерно, 5 километров к северо-востоку от села Озёрье.

## История
По данным на 1931 год село Путилово состояло из 67 хозяйств. В административном отношении входило в состав Преображенского сельсовета Бузулукского района Средневолжского края.
По данным на 1939 год деревня Путилово входила в состав Преображенского сельсовета Державинского района Чкаловской области. В деревне действовал колхоз «Красный Путиловец». С 1950 года отделение колхоза имени Андреева (в 1957 году переименован в колхоз «Средняя Волга»); с 1959 года отделение укрупненного колхоза имени Дзержинского.
Постановление Законодательного Собрания Оренбургской области от 19 июля 2000 года деревня исключена из учётных данных.

## Население
По данным на 1930 год в селе проживало 369 человек, основное население — русские.